# David Segal
David Segal   (Londres, 20 de març de 1937) és un atleta anglès, ja retirat, especialista en curses de velocitat, que va competir durant la dècada de 1950.
El 1956 va prendre part en els Jocs Olímpics d'Estiu de Melbourne, on disputà tres proves del programa d'atletisme. Destaca la cinquena posició aconseguida en els 4x100 metres. Quatre anys més tard, als Jocs de Roma, disputà dues proves del programa d'atletisme. Guanyà la medalla de bronze en els 4x100 metres, formant equip amb David Jones, Peter Radford i Nick Whitehead; mentre en els 100 metres quedà eliminat en semifinals. Una vegada finalitzats aquests Jocs va emigrar als Estats Units, on continuà corrent.
En el seu palmarès també destaquen dues medalles de plata al Campionat d'Europa d'atletisme de 1958, en els 4x100 metres i els 200 metres; així com una medalla d'or en els 4x100 iardes dels Jocs de la Commonwealth de 1958. A nivell nacional es proclamà campió de les 220 iardes el 1958 i1959. Amb el relleu dels 4x100 metres aconseguí nombrosos rècords nacionals.

## Millors marques
- 100 metres. 10.5" (1960)
- 200 metres. 21.21" (1960)[1]